# Universidad Torcuato Di Tella
La Universidad Torcuato Di Tella es una universidad privada argentina sin fines de lucro fundada en 1991, heredera del espíritu innovador industrial de la fábrica SIAM Di Tella (1910) y de la visión artística y social de vanguardia del Instituto Torcuato Di Tella (1958).
En la actualidad, la Universidad dicta 12 carreras de grado y 34 programas de posgrado. Todas sus actividades se desarrollan en el Campus Di Tella, ubicado en el barrio de Belgrano de Buenos Aires.  

## Oferta académica
Arquitectura y Estudios Urbanos
- Carrera de Arquitectura

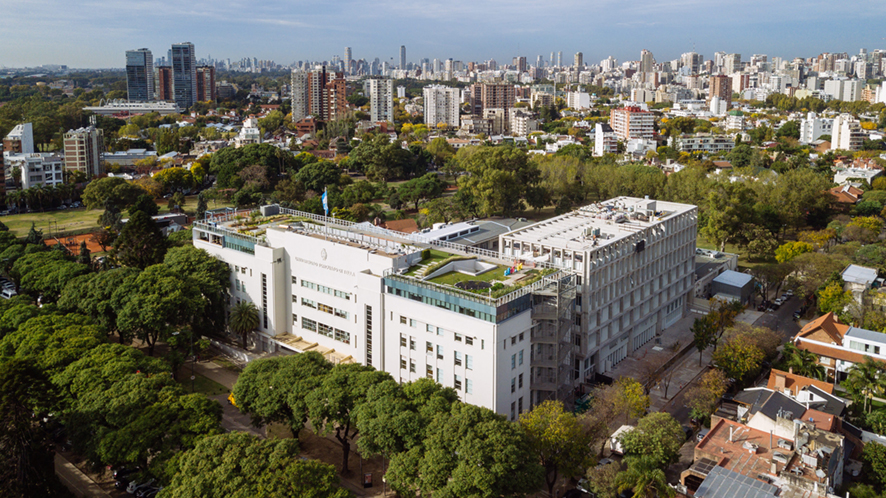
Vista aérea del Campus Di Tella.

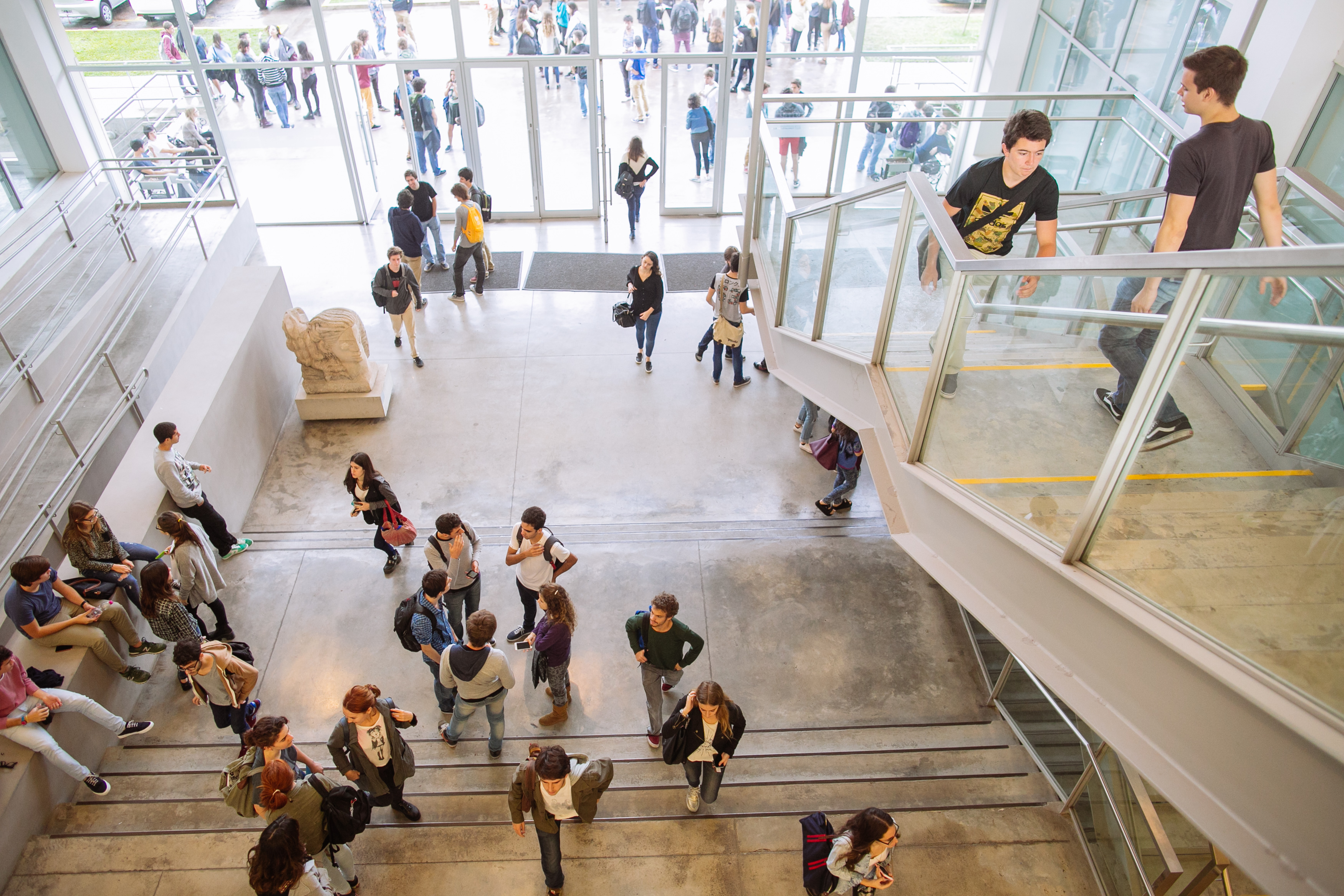
Hall principal del Campus Di Tella, donde se ve la obra "Eva Perón, arquetipo símbolo" de Sesostris Vitullo.

- Maestría en Historia y Cultura de la Arquitectura y la Ciudad
- Programa en Arquitectura del Paisaje
- Programa en Arquitectura y Tecnología
- Programa en Preservación y Conservación del Patrimonio

Derecho
- Carrera de Abogacía
- Maestría y Especialización en Derecho Penal
- Maestría y LL.M. en Derecho Tributario
- Maestría en Derecho y Economía
- Programas de Educación Legal Ejecutiva

Gobierno
- Maestría en Economía Urbana
- Maestría en Políticas Públicas
- Maestría y Especialización en Administración de la Educación
- Maestría y Especialización en Políticas Educativas
- Programas de Formación Ejecutiva en Políticas Públicas

Negocios
- Licenciatura en Tecnología Digital
- Licenciatura en Administración de Empresas
- Licenciatura en Economía Empresarial
- MBA (Maestría en Dirección de Empresas)
- Executive MBA
- Maestría en Finanzas
- Máster in Management + Analytics (MiM+Analytics)
- Programas de Educación Ejecutiva

Diseño
- Licenciatura en Diseño

Arte
- Programa de Artistas
- Programa de Cine

Ciencia Política y Estudios Internacionales
- Licenciatura en Ciencia Política y Gobierno
- Licenciatura en Relaciones Internacionales
- Doctorado y Maestría en Ciencia Política
- Doctorado y Maestría en Estudios Internacionales

Economía
- Licenciatura en Economía
- Maestría en Econometría
- Maestría en Economía
- Maestría en Economía Aplicada
- Programa de Actualización en Economía Avanzada

Estudios Históricos y Sociales
- Licenciatura en Ciencias sociales
- Licenciatura en Historia
- Doctorado y Maestría en Historia
- Maestría en Periodismo
- Especialización en Historia Contemporánea

## Campus Di Tella
El edificio donde se desarrollan actualmente las actividades de la Universidad fue construido por Obras Sanitarias de la Nación entre 1938 y 1942. Funcionó durante casi 50 años como garaje y depósito de la empresa. 
En 1997, se llamó a licitación para la venta del inmueble. La Fundación Universidad Torcuato Di Tella decidió participar del concurso con un proyecto de Clorindo Testa, quien propuso recuperar el edificio principal y vincularlo con el edificio de la calle Sáenz Valiente. En diciembre de 1999, se resolvió la adjudicación del predio de 12.983 m² a la UTDT. 
La inauguración parcial de la sede se produjo en agosto de 2004 con la presencia del ministro de Educación, Daniel Filmus, y la concreción del traslado de la Escuela de Negocios y el Departamento de Economía al edificio Sáenz Valiente. En 2007 comenzó a dictarse la carrera de Arquitectura y en 2009 el Departamento de Arte inició allí las clases de la primera edición del Programa de Artistas.
La inauguración oficial se produjo el 9 de abril de 2013, con la presencia del Jefe de Gobierno de la Ciudad, Mauricio Macri, y el Jefe de Gabinete de Ministros de la Nación, Juan Manuel Abal Medina.
El Campus consta actualmente de tres edificios en torno a un gran patio central. 
El Edificio Alcorta cuenta con siete plantas. En los pisos bajos, se ubican los espacios de mayor dimensión y flujo de personas (aulas, biblioteca, salas de lectura, computadoras públicas, talleres, comedor y oficinas de servicios para el estudiante). Allí se exhibe la obra "Eva Perón, arquetipo símbolo", del escultor argentino Sesostris Vitullo. En el segundo piso se encuentra una gran aula taller de arquitectura y un conjunto de aulas. El tercero alberga oficinas de profesores, de autoridades de la Universidad y salas de reuniones. En el cuarto se halla el Aula Magna, dos aulas, oficinas de profesores, salas de reuniones y un restaurante. El quinto es una terraza verde con un anfiteatro al aire libre y un mirador. 
El edificio sobre la calle Sáenz Valiente tiene siete niveles, una planta baja de usos públicos y un hall de acceso principal, tres niveles de aulas con distintas tipologías, dos niveles de oficinas y una terraza transitable ajardinada. Fue inaugurado el 23 de abril de 2019 con la presencia de la vicepresidenta de la Nación, Gabriela Michetti, y el vicejefe de Gobierno de la Ciudad de Buenos Aires, Diego Santilli. El proyecto fue concebido por el arquitecto catalán Josep Ferrando.
El Edificio Parque, por último, cuenta con un salón de usos múltiples (SUM), un auditorio, talleres de Diseño, aulas de Arte, una sala polivalente y el Laboratorio de Neurociencia.

## Bus Ditelliano
El Bus Ditelliano es un servicio de transporte exclusivo para estudiantes, docentes y personal de la Universidad Torcuato Di Tella (UTDT), en Buenos Aires, Argentina. Opera como un medio gratuito o subsidiado que conectaba la sede de la universidad con puntos estratégicos de la ciudad, facilitando el acceso al campus universitario. Su objetivo principal es mejorar la movilidad de la comunidad académica, ofreciendo un traslado cómodo y seguro en horarios preestablecidos.  Sitio web oficial con recorrido y horarios; https://www.utdt.edu/bus/

## Programa de Becas
La UTDT abre las puertas a aquellos estudiantes destacados, con un alto potencial, que necesitan apoyo financiero para comenzar o continuar sus estudios. El Programa otorga becas de hasta el 100% del arancel. Asimismo, ofrece préstamos de honor, cuya devolución comienza luego de la graduación del alumno.

## Biblioteca
La biblioteca de la Universidad pone a disposición de los alumnos, profesores, investigadores, plantilla y público en general una importante colección en el área de Ciencias Sociales títulos en formato digital, además de un nutrido fondo de archivos y numerosas colecciones especiales.